# Regionalisme crític (arquitectura)

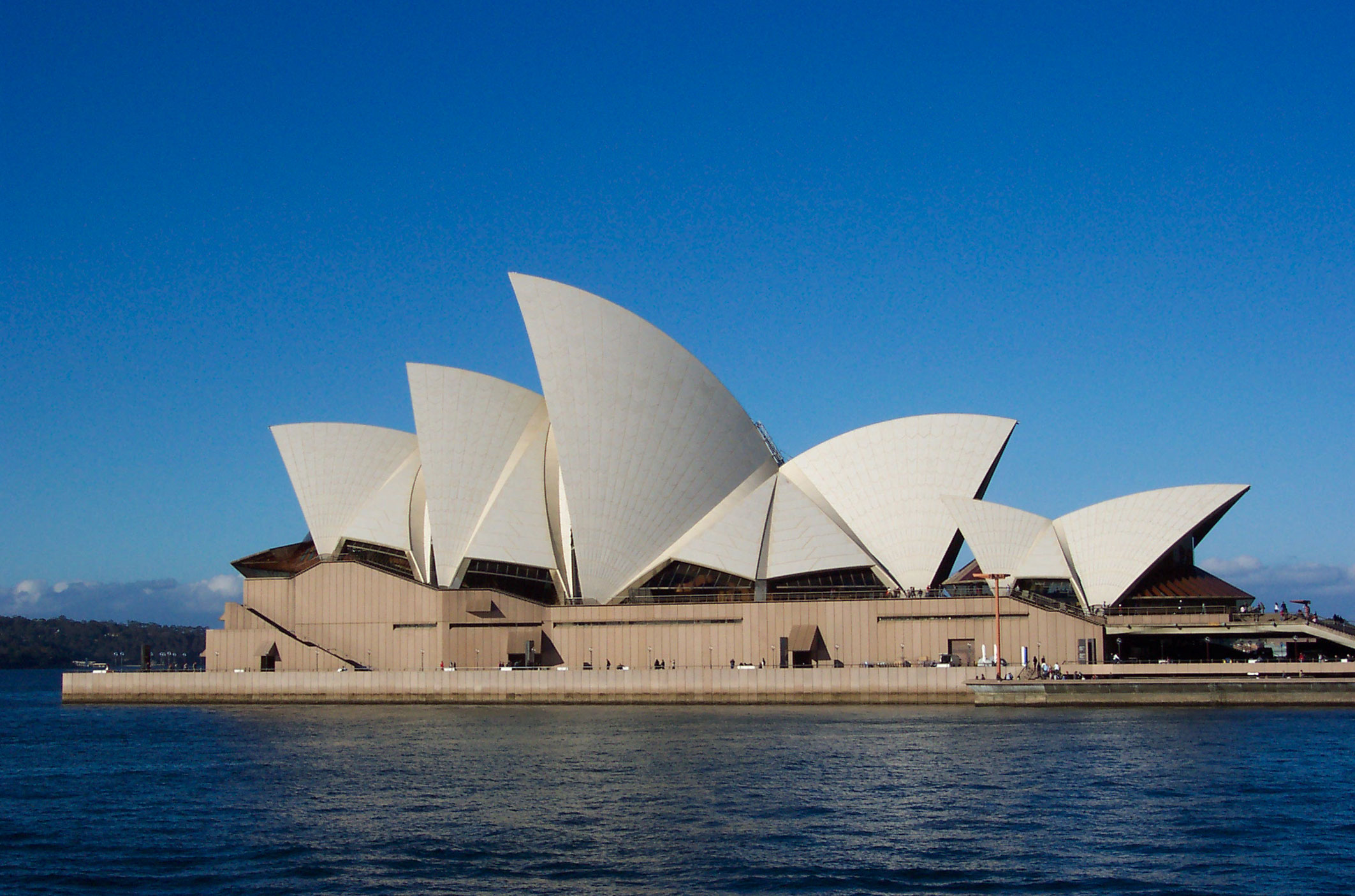
Jørn Utzon, Palau de l'Òpera de Sydney La seva arquitectura evoca les veles d'un vaixell a la rada de Sydney.

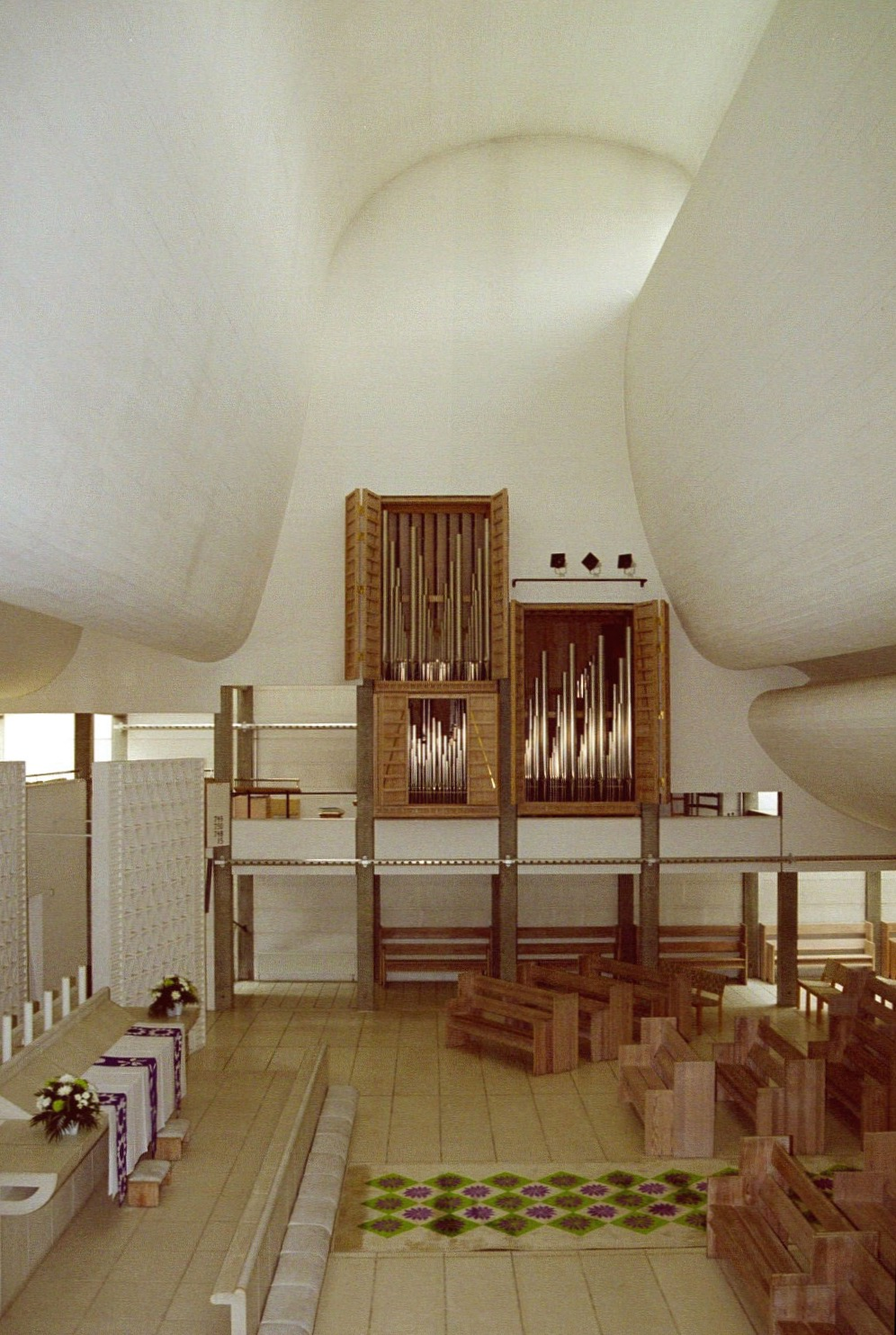
Jørn Utzon, Església Bagsvaerd (1973–6), Dinamarca: combinació de la cultura local amb la civilització universal.

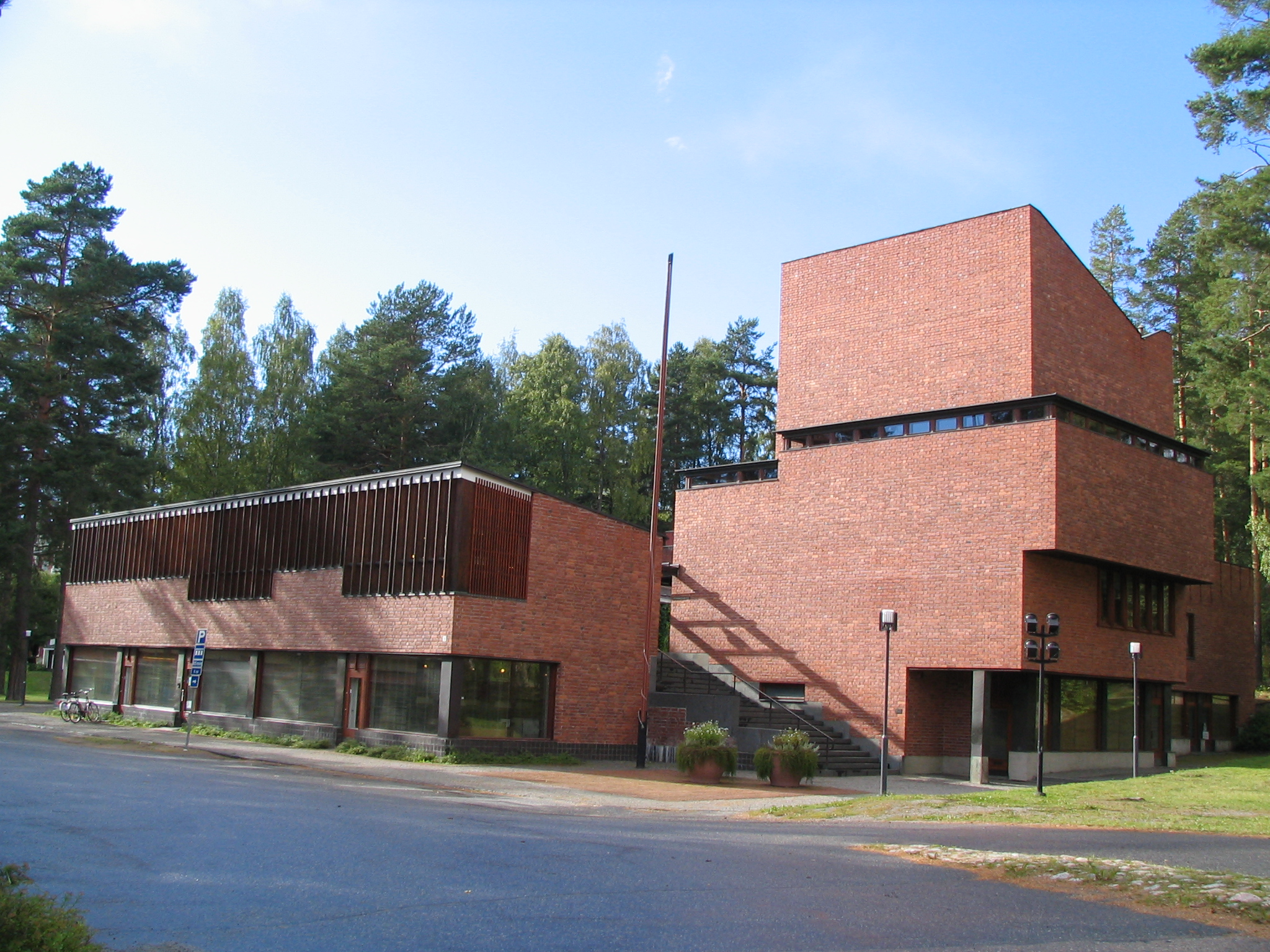
Alvar Aalto, Ajuntament de Saynatsalo (1952), Finlandia

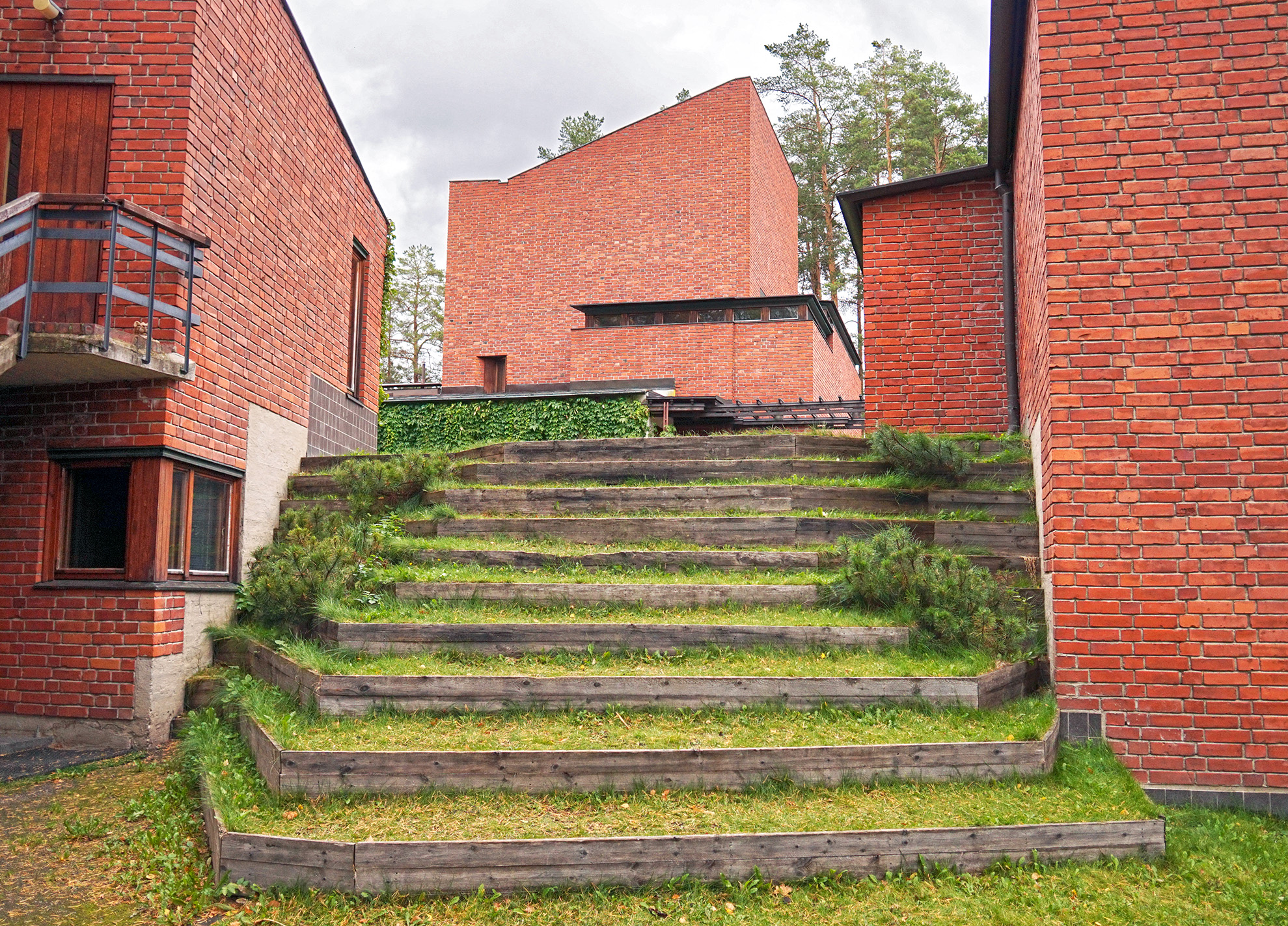
Alvar Aalto, Ajuntament de Saynatsalo (1952), Finlandia: els graons de gespa apel·len al sentit tàctil.

El regionalisme crític és un enfocament de l'arquitectura que s'esforça a remeiar la indiferència respecte a l'indret de l'Arquitectura moderna utilitzant forces contextuals per enriquir les significacions de l'arquitectura. La idea de regionalisme crític va sorgir a principis de 1980 i va ser avançada per primera vegada per Alexander Tzonis i Liana Lefaivre, quan l'arquitectura postmoderna, que al seu torn va néixer com una reacció a l'arquitectura moderna, estava en el seu apogeu. No obstant això, el major teòric del regionalisme crític, Kenneth Frampton, va ser crític de la postmodernitat.
| «                                                          | El regionalisme crític, en teoria, és una cultura de la construcció que, mentre que accepta un paper potencialment alliberador de la modernització, nogensmenys es resisteix a ser totalment absorbida pels imperatius de la producció i el consum mundials. | » |
| — K. Frampton Luogo, forma, identità culturale. Domus 1986 | |   |

Frampton va fer saber la seva opinió a « Towards a Critical Regionalism: Six points of an architecture of resistance ». Hi evoca la pregunta de Paul Ricoeur: com ser modern i tornar a les fonts, com revifar una vella civilització adormida i participar en la civilització universal? Segons Frampton, el regionalisme crític hauria d'adoptar de manera crítica l'Arquitectura Moderna per les seves qualitats progressistes universals, però al mateix temps hauria de considerar formulacions atentes al context. L'accent hauria de ser portat sobre la topografia, el clima, la llum, sobre les formes tectòniques més aviat que l'escenografia i sobre el sentit tàctil més aviat que visual. Al seu llibre, Frampton recorre a la fenomenologia per assentar els seus arguments.
Dos exemples que Frampton va abordar breument són el treball de Jørn Utzon i d'Alvar Aalto. Segons Frampton, l'Església Bagsvaerd d'Utzon (1973-6) prop de Copenhaguen és una tímida síntesi entre la civilització universal i una cultura ètnica. Això és revelat per la closca exterior racional, modular, neutra i econòmica, que en part és prefabricada en formigó (és a dir en referència amb una civilització universal), respecte a la closca interior en formigó armat, concebuda a mesura, sense preocupació d'economia i orgànica, significant, amb el seu domini de la llum, un espai sagrat i de múltiples referències transculturals. Frampton no veu antecedent en la cultura occidental però els trobaria més aviat a les teulades de les pagodes xineses (és a dir en referència a una cultura ètnica). En el que concerneix Aalto, Frampton parla de l'Ajuntament de Säynätsalo (1952) en maons vermells que es pot, segons ell, assimilar a una resistència al domini tecnològic universal, però també s'hi pot veure un joc sobre les qualitats tàctils que ofereixen els materials; per exemple sentint la fricció entre el sòl de les escales en maons i el parquet en fusta de la sala del consell.
Tal com ho han proposat Tzonis i Lefaivre, el regionalisme crític no necessita sortir directament del context, però més aviat alguns elements poden ser aïllats en el seu context i ser utilitzats d'una manera inèdita. L'objectiu seria llavors de fer conscients la pertorbació i la pèrdua de l'indret que són ja un fet complert, per la reflexió i l'autoavaluació.
El regionalisme crític és un enfocament diferent del regionalisme en l'arquitectura que intenta, de manera mimètica, assemblar-se a l'arquitectura popular de manera conscient sense prendre part de manera conscient a l'universal.
Heus aquí alguns arquitectes dels quals el treball té o ha tingut a veure amb un enfocament regionalista crític: Alvar Aalto, Jørn Utzon, Studio Granda, Mario Botta, B.V.Doshi, Charles Correa, Álvaro Siza, Rafael Moneo, Geoffrey Bawa, Raj Rewal, Tadao Ando, MBM, Mack Scogin / Merrill Elam, Ken Yeang, William S.W. Lim, Tay Kheng Soon, Juhani Pallasmaa, Eduardo Souto de Moura, Glenn Murcutt i Tan Hock Beng.

## Regionalisme crític en els estudis culturals
Posteriorment, el terme "regionalisme crític" també s'ha utilitzat en els estudis culturals, estudis literaris, i la teoria política, específicament en els treballs de Gayatri Chakravorty Spivak. En el seu treball de 2007 "Who Sings the Nation-State?", en coautoria amb Judith Butler, Spivak proposa una alternativa deconstructiva al nacionalisme que es basa en la desconstrucció de les fronteres i la identitat nacional rígida. També el llibre de Douglas Reichert Powell Critical Regionalism: Connecting Politics and Culture in the American Landscape (2007) traça la trajectòria del terme regionalisme crític del seu ús original en la teoria arquitectònica a la seva inclusió en els estudis literaris, culturals i polítics i proposa una metodologia basada en la intersecció dels camps.